# Sången om Allvis

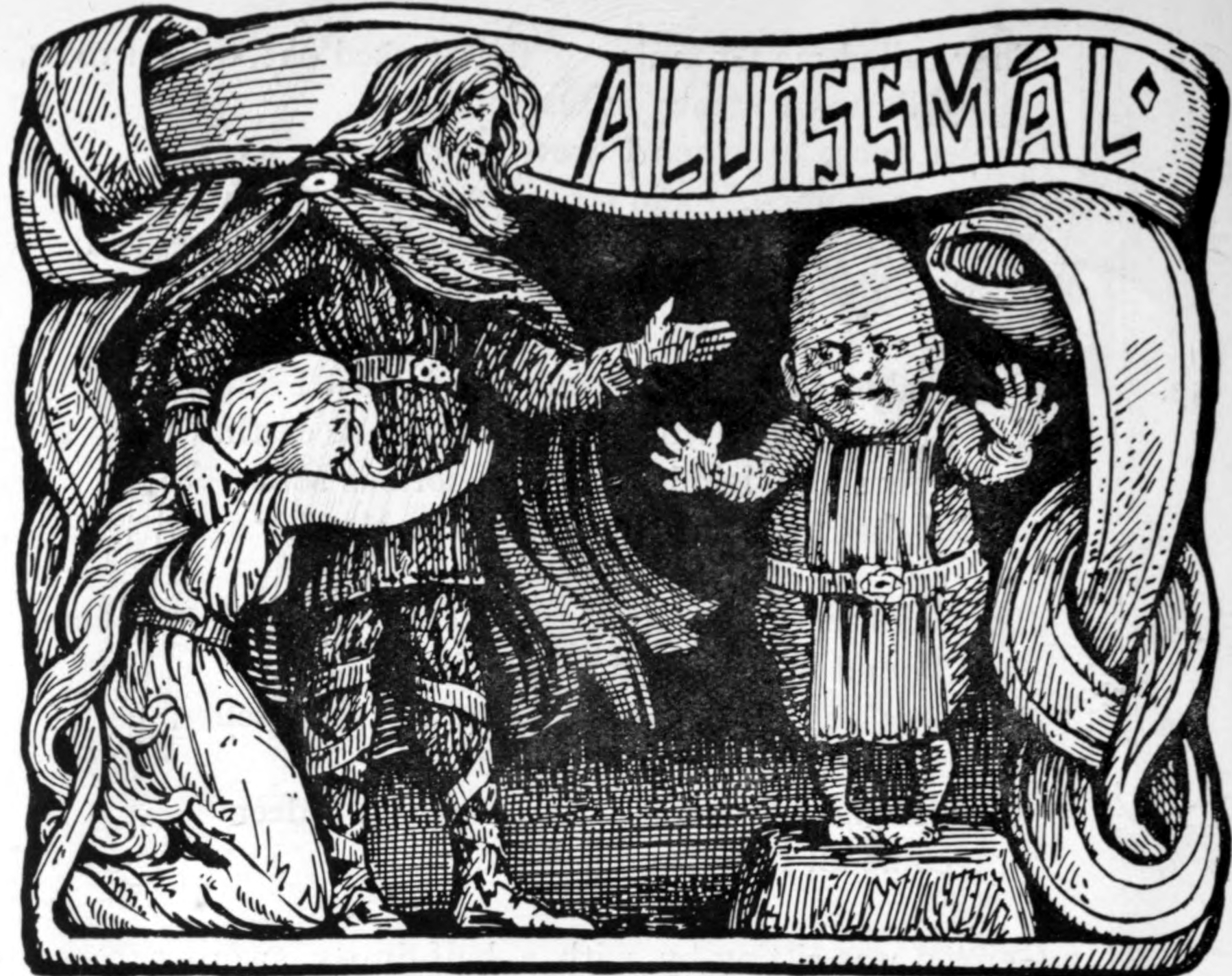
Tor konverserar med Allvis, samtidigt som han skyddar sin dotter. Bild av W.G. Collingwood.

Sången om Allvis (Alvíssmál) är diktsamling  i den Poetiska Eddan . Troligen härstammar den från 1000-talet. Dikten handlar om ett samtal mellan Tor och en dvärg som heter Allvis.

## Handling
Allvis kommer till Tor att kräva att han får Tors dotter Trud som sin brud. Trud har av allt att döma blivit lovad till honom tidigare. Tor vägrar, eftersom han inte var hemma när överenskommelsen gjordes. Han säger att först måste Allvis besvara alla de frågor som Tor framställer. Han frågar vad olika saker såsom jorden, himlen, havet, ölen, elden och vinden heter i de olika nio världarna, de världar där människor, asar, vaner, jättar, dvärgar och älvor bor, bland annat.
Alvis har svaret på alla Tors frågor, men blir ändå överlistad. När solen stiger upp i slutet av dikten förvandlas Allvis till en sten, eftersom han är en dvärg. Det är den enda kända episoden i den nordiska mytologin där Tor överlistar en motståndare. Han förknippas annars med rå muskelstyrka.
Det finns ingen handling i dikten, som står helt på egen hand. Den innehåller ord som inte finns någon annanstans, en del av dem utan tvekan skapade av diktens poet.